# Sebatik

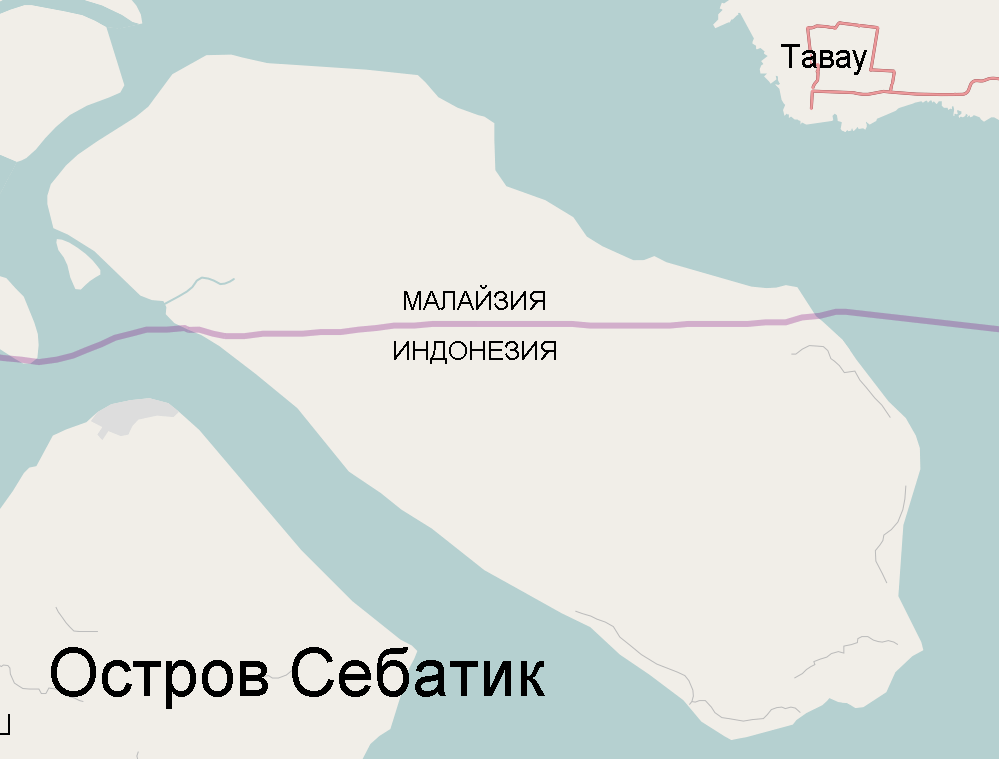
Biên giới giữa Malaysia và Indonesia trên đảo Sebatik.

Đảo Sebatik (Pulau Sebatik) nằm ngoài khơi bờ biển phía đông của đảo Borneo, một phần thuộc về Indonesia và một phần thuộc Malaysia. Đảo có diện tích xấp xỉ 452,2 km². Khoảng cách tối thiểu giữa đảo Sebatik và đất liền đảo chính Borneo là khoảng 1 km.
Đảo Sebatik nằm giữa vịnh Tawau (Teluk Tawau) ở phía bắc và vịnh Sebuku (Teluk Sebuku) ở phía nam. Thành phố Tawau nằm tại Sabah ở ngay phía bắc của đảo. Hòn đảo được chia gần như theo vĩ tuyến 4° 10' B giữa Indonesia-Malaysia - phần phía bắc thuộc về Sabah, Malaysia (Sebatik Malaysia) trong khi phần phía nam thuộc về Đông Kalimantan, Indonesia (Sebatik Indonesia).
Sebatik Malaysia có dân số khoảng 25.000, bên kia biên giới có 80.000 người sống tại Sebatik Indonesia.
Phân định biên giới giữa Malaysia và Indonesia dừng lại ở rìa đông của đảo Sebatik, quyền sở hữu đá Unarang và vùng biển phía đông Sebatik là không rõ ràng. Đây là một trong các lý do vì sao vùng nước Ambalat và các mỏ dầu thô ở phía đông của đảo Sebatik từng là tâm điểm của vấn đề tranh chấp hoạt động hàng hải giữa Indonesia và Malaysia từ tháng 3 năm 2005. Sự mơ hồ của đường biên giới ở rìa phía đông đôi khi được quy là lý do dẫn đến việc Indonesia "mất" hai hòn đảo: Sipadan và Ligitan.
Không có những đội lính biên phòng trên đảo, không có văn phòng nhập cư, không nhà hải quan, không có hàng rào dây thép gai và không bức tường phân định biên giới. Thay vào đó, bằng chứng duy nhất của biên giới là các cọc bê tông được chôn mỗi một cây số từ đông sang tây.
Sebatik là một trong những nơi từng diễn ra các cuộc chiến đấu dữ dội giữa quân Indonesia và quân Malaysia trong đối đầu Indonesia-Malaysia năm 1963.
Công ty Gỗ Bắc Borneo được nhượng quyền khai thác gỗ trên đảo cho đến thập niên 1980 và nhân viên công ty chủ yếu là người nước ngoài, sống trong một cộng đồng khép kín tại vịnh Wallace. Sebatik Malaysia thuộc khu vực hành chính của Tawau.
Sitangkai Indonesia (tại điểm gần nhất) nằm cách xấp xỉ 175 km từ Sitangkai, Tawi-Tawi, Philippines, điểm gần thứ nhì giữa hai quốc gia là đảo Miangas thuộc Bắc Sulawesi.